# Erdeč
Erdeč (cyr. Ердеч) – wieś w Serbii, w okręgu szumadijskim, w mieście Kragujevac. W 2011 roku liczyła 55 mieszkańców.